# Ethniki Odos 34
Die Ethniki Odos 34 (griechisch Εθνική Οδός 34 ‚Nationalstraße 34‘) ist eine rund 70 Kilometer lange Straßenverbindung in Griechenland. Sie führt von Volos an die Küste der Ägäis.

## Verlauf
Die Straße beginnt in Volos (Βόλος) an der Straße Ethniki Odos 30 und folgt zunächst der Küste des Pagasitischen Golfs nach Agria. Von dort führt sie über Ano Lechonia nach Kala Nera und Koropi, verlässt dann die Küste und durchquert den Gebirgszug Pilio über die Orte Afetes, Neochori, Xorychti und Tsangarada. Sie führt im Pilio mit kurvenreichem Verlauf weiter nach Nordwesten über Mouresi und Makryrrachi nach Zagora und von dort zur Küste in Chorefto hinab, wo sei endet.